# كيرمان (كاليفورنيا)
كيرمان (بالإنجليزية: Kerman )‏ هي إحدى مدن مقاطعة فريسنو، كاليفورنيا. تم إعطاءها لقب مدينة في 2 يوليو، 1946.

## التركيبة السكانية
حدّد مكتب تعداد الولايات المتحدة بيانات التركيبة السكانية لكيرمان في تعداد الولايات المتحدة. في ما يلي، التركيبة السكانية حسب تعدادي 2000 و2010.

### تعداد عام 2000
بلغ عدد سكان كيرمان 8,551 نسمة بحسب تعداد عام 2000، وبلغ عدد الأسر 2,389 أسرة وعدد العائلات 1,994 عائلة مقيمة في المدينة. في حين سجلت الكثافة السكانية 1,010.8 نسمة لكل كيلومتر مربع (2,618.0/ميل2). وبلغ عدد الوحدات السكنية 2,462 وحدة بمتوسط كثافة قدره 291 لكل كيلومتر مربع (753.7/ميل2).
وتوزع التركيب العرقي للمدينة بنسبة 42.50% من البيض و0.36% من الأمريكيين الأفارقة و1.95% من الأمريكيين الأصليين و8.29% من الأمريكيين ذوي الأصول الآسيوية و0.02% من سكان جزر المحيط الهادئ و42.38% من الأعراق الأخرى و4.49% من عرقين مختلطين أو أكثر و64.93% من الهسبانيون أو اللاتينيون من أي عرق.
بلغ عدد الأسر 2,389 أسرة كانت نسبة 58.3% منها لديها أطفال تحت سن الثامنة عشر تعيش معهم، وبلغت نسبة الأزواج القاطنين مع بعضهم البعض 61.4% من أصل المجموع الكلي للأسر، ونسبة 15.2% من الأسر كان لديها معيلات من الإناث دون وجود شريك، بينما كانت نسبة 6.8% من الأسر لديها معيلون من الذكور دون وجود شريكة وكانت نسبة 16.5% من غير العائلات. تألفت نسبة 13.8% من أصل جميع الأسر من عدة أفراد يعيشون في نفس المنزل ونسبة 7.3% كانت تتألف من شخص يعيش بمفرده يبلغ من العمر 65 عاماً أو أكثر. وبلغ متوسط حجم الأسرة المعيشية 3.57، أما متوسط حجم العائلات فبلغ 3.91.
بلغ العمر الوسطي للسكان 27.1 عاماً. وكانت نسبة 35.3% من القاطنين تحت سن الثامنة عشر، وكانت نسبة 11.4% بين الثامنة عشر والرابعة والعشرين عاماً، ونسبة 28.6% كانت واقعةً في الفئة العمرية ما بين الخامسة والعشرين والرابعة والأربعين عاماً، ونسبة 16.4% كانت ما بين الخامسة والأربعين والرابعة والستين، ونسبة 7.9% كانت ضمن فئة الخامسة والستين عاماً فما فوق. يوجد لكل 100 أنثى 98.2 ذكر، ويوجد لكل 100 أنثى في الثامنة عشر من عمرها فما فوق 98.4 ذكر.
بلغ متوسط دخل الأسرة في المدينة 31,188 دولارًا، أما متوسط دخل العائلة فبلغ 34,120 دولارًا. وكان متوسط دخل الذكور 29,120 دولارًا مقابل 21,906 دولارًا للإناث. وسجل دخل الفرد الخاص بالمدينة 11,495 دولارًا. وكانت نسبة 19.1% من العائلات ونسبة 20.2% من السكان تحت خط الفقر، وكان من هؤلاء نسبة 25% تحت سن الثامنة عشر ونسبة 6.2% في الخامسة والستين من العمر وما فوق.

### تعداد عام 2010
بلغ عدد سكان كيرمان 13,544 نسمة بحسب تعداد عام 2010، وبلغ عدد الأسر 3,692 أسرة وعدد العائلات 3,135 عائلة مقيمة في المدينة. في حين سجلت الكثافة السكانية 1,600.9 نسمة لكل كيلومتر مربع (4,146.3/ميل2). وبلغ عدد الوحدات السكنية 3,908 وحدة بمتوسط كثافة قدره 461.9 لكل كيلومتر مربع (1,196.3/ميل2).
وتوزع التركيب العرقي للمدينة بنسبة 50.65% من البيض و0.50% من الأمريكيين الأفارقة و1.28% من الأمريكيين الأصليين و8.06% من الأمريكيين ذوي الأصول الآسيوية و0.10% من سكان جزر المحيط الهادئ و34.52% من الأعراق الأخرى و4.90% من عرقين مختلطين أو أكثر و71.70% من الهسبانيون أو اللاتينيون من أي عرق.
بلغ عدد الأسر 3,692 أسرة كانت نسبة 58.5% منها لديها أطفال تحت سن الثامنة عشر تعيش معهم، وبلغت نسبة الأزواج القاطنين مع بعضهم البعض 60.9% من أصل المجموع الكلي للأسر، ونسبة 16.7% من الأسر كان لديها معيلات من الإناث دون وجود شريك، بينما كانت نسبة 7.4% من الأسر لديها معيلون من الذكور دون وجود شريكة وكانت نسبة 15.1% من غير العائلات. تألفت نسبة 12.5% من أصل جميع الأسر من عدة أفراد يعيشون في نفس المنزل ونسبة 5.6% كانت تتألف من شخص يعيش بمفرده يبلغ من العمر 65 عاماً أو أكثر. وبلغ متوسط حجم الأسرة المعيشية 3.67، أما متوسط حجم العائلات فبلغ 3.97.
بلغ العمر الوسطي للسكان 28.2 عاماً. وكانت نسبة 34.3% من القاطنين تحت سن الثامنة عشر، وكانت نسبة 10.8% بين الثامنة عشر والرابعة والعشرين عاماً، ونسبة 28.6% كانت واقعةً في الفئة العمرية ما بين الخامسة والعشرين والرابعة والأربعين عاماً، ونسبة 19% كانت ما بين الخامسة والأربعين والرابعة والستين، ونسبة 7.2% كانت ضمن فئة الخامسة والستين عاماً فما فوق. وتوزع التركيب الجنسي للسكان بنسبة 49.9% ذكور و50.1% إناث.

## الموقع الجغرافي
الموقع الجغرافي للمناطق المحيطة بهذه النقطة هو كالتالي: